# Plataforma de observación

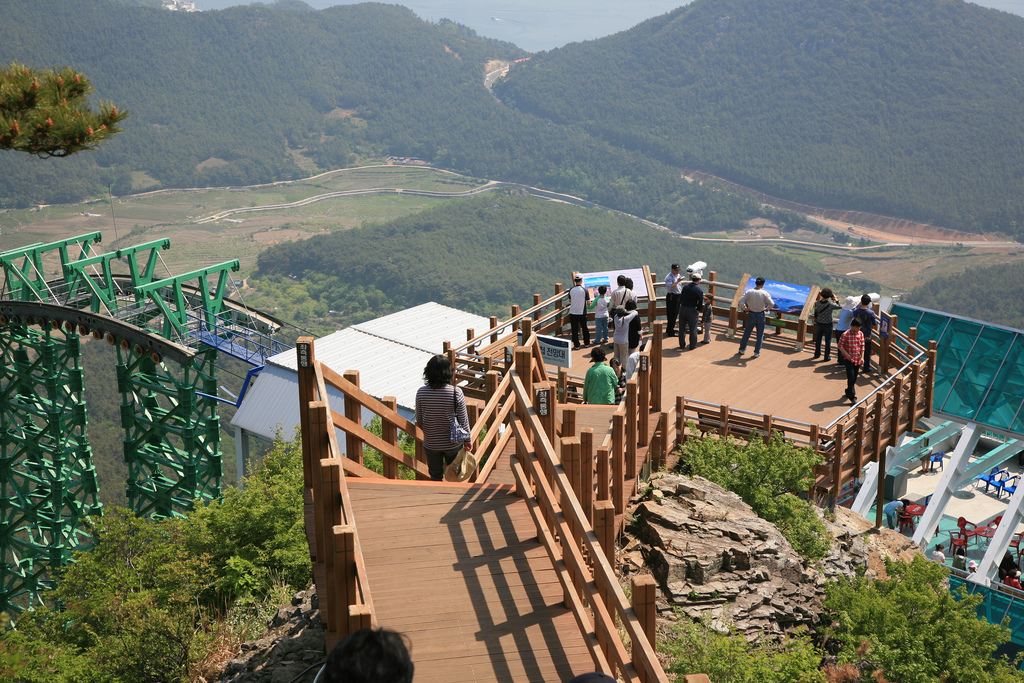
Plataforma de observación abierta, Tongyeong, Corea del Sur.

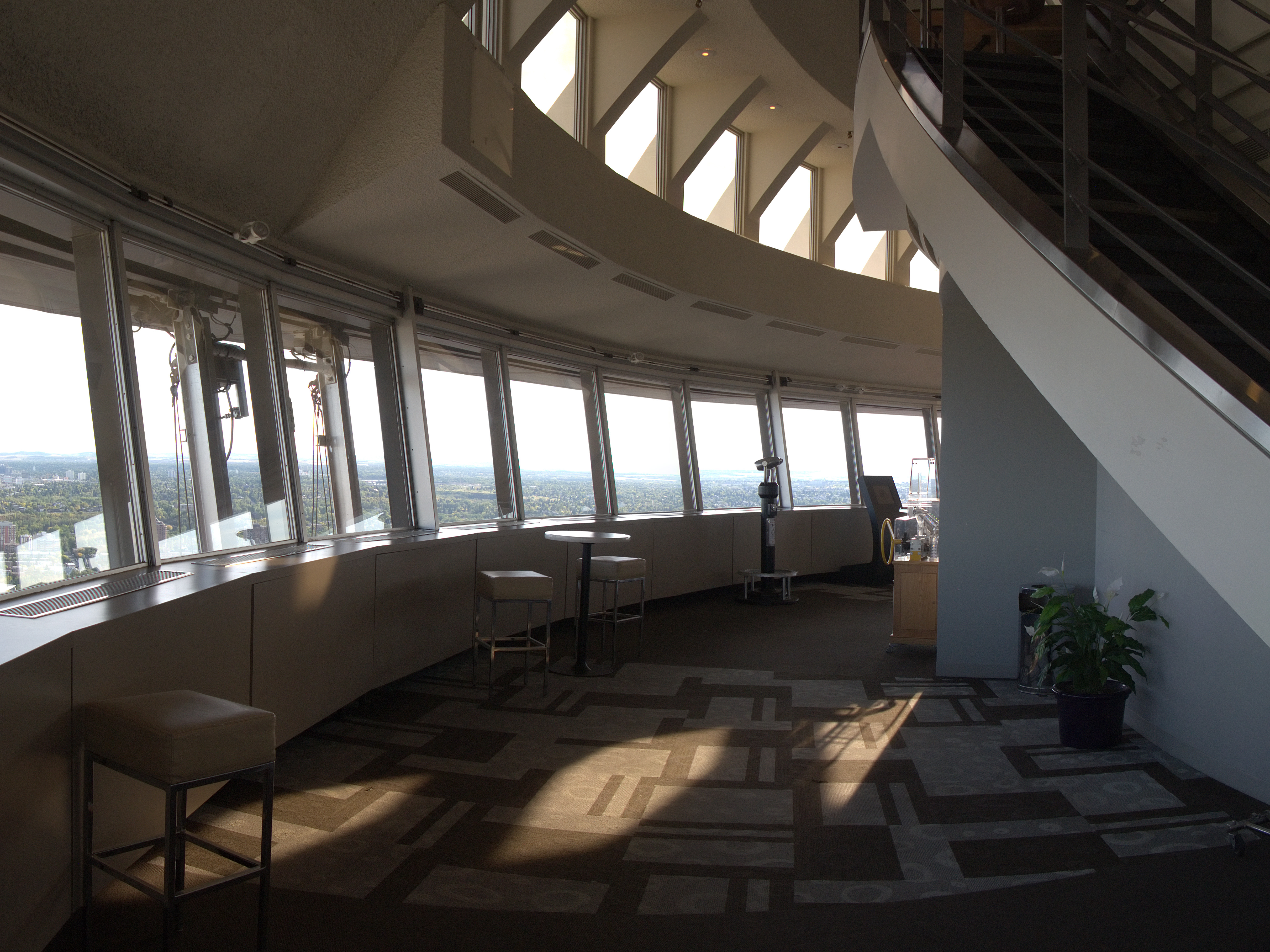
Plataforma de observación cerrada en la Calgary Tower, Calgary, Canadá.

Una plataforma de observación es una plataforma con una barandilla situada en la parte superior de una torre, montaña, borde a gran altura (natural o edificado) o un cañón (estos últimos también conocidos como Skyways). Siempre cuentan con una barandilla que en ocasiones se complementa con una malla o bien acristalada (este último poco popular entre los fotógrafos).
A menudo están equipados con prismáticos de precisión que funcionan con monedas. No suelen disponer de un sitio para sentarse.
El Stratosphere Las Vegas en Las Vegas, Nevada o el Empire State Building en Nueva York, ambos en los Estados Unidos son ejemplos populares de plataformas de observación.